# Katapa
Kātapa (URUka-a-ta-pa, Bewohner: kātapumnes) war eine hethitische Stadt mit militärischer und religiöser Bedeutung.

## Lage und Funktion
Katapa war die Hauptstadt eines Vasallenkönigreichs innerhalb des hethitischen Reichs, wo sich ein Heerlager befand, in dem manchmal das hethitische Heer überwinterte. Zuweilen verbrachte auch der hethitische Großkönig den Winter in dieser Stadt. Eine Zeitlang lag es nahe der Grenze zum Gebiet der Kaškäer und war Sitz eines Grenzkommandanten (akkadographisch: BĒL MADGALTI „Herr des Wachturms“).
Die Nennung des Waldes von Katapa zeigt, dass es in einer eher gebirgigen Region gelegen haben muss. Als Überwinterungsort hatte es ein eher milderes Klima. Eine genaue Lokalisierung des Ortes ist nicht möglich, er muss aber östlich der Hauptstadt gelegen haben. Gavan schlägt den Ort Tumbul Höyük vor, das etwa 40 Kilometer östlich der Hauptstadt Ḫattuša liegt.
Für Katapa sind mehrere Paläste, darunter eine Königsresidenz und der Palast der Ahnen, bezeugt, ein Tempel und ein Vorratshaus.

## Kult
In Katapa startete im Herbst das vierzigtägige nuntarriyašḫaš-Fest („Fest der Eile“). Hierher begab sich der König als erstes, wenn er im Herbst von den Feldzügen zurückkehrte. Am ersten Tag berief er die „Große Versammlung“ ein. Am nächsten Tag wurde Zitḫariya verehrt, ein vergöttlichter Lederbeutel. Dieser wurde in schneller Abfolge an den darauffolgenden Tage an mehrere im hethitischen Kerngebiet gelegene Orte gebracht. Nachdem die Kultreise unter anderem die Städte Taḫurpa, Arinna, Ḫattuša und Zippalanda aufgesucht hatte, fanden am 14. Tag weitere Feierlichkeiten in Katapa selbst statt. Danach ging die Reise wieder nach Ḫattuša und zur Stadt Tawiniya und auf Umwegen zurück.
Im Frühling durfte der König, wenn er wollte, als erstes die Stadt Katapa besuchen, aber dort keine Versammlung einberufen und auch keine Gottheiten verehren. Er musste sich dann unverzüglich nach Taḫurpa begeben, wo dann das AN.TAḪ.ŠUM-Fest eingeleitet wurde. Während des mehrtägigen Festes wurde Katapa ebenfalls besucht.
Wenn der König in Katapa überwinterte, feierte er hier noch das Gewitterfest. Bezeugt ist zudem noch ein Obstfest. In der Stadt befanden sich fünf Kultsängerinnen. Zudem musste die Stadt Katapa die tazzelli-Priester  der nahegelegenen Stadt Zippalanda, eines wichtigen Kultzentrums,  mit Schweinen versorgen.

## Texte, die Katapa erwähnen
- Keilschrifttexte aus Boğazköy 13.214
- Keilschrifttexte aus Boğazköy 13.234+ rev. 20'

## Einzelbelege
1. ↑  Giuseppe F. del Monte, Johann Tischler: Die Orts- und Gewässernamen der hethitischen Texte (= Répertoire Géographique des Textes Cunéiformes. 6 = Beihefte zum Tübinger Atlas des Vorderen Orients. Reihe B: Geisteswissenschaften. 7/6). Reichert, Wiesbaden 1978, ISBN 3-88226-037-8, Katapa, S. 197 f.
2. ↑  Özlem Sir Gavaz: Hattuša and Environs: Philology. In: Mark Weeden, Lee Z. Ullmann (Hrsg.): Hittite Landscape and Geography (= Handbook of Oriental Studies. Section 1: The Near and Middle East. 121). Brill, Leiden u. a. 2017, ISBN 978-90-04-34174-6, S. 179–199, hier S. 189.